# مطالعات فرهنگ مردم
مطالعات فرهنگ مردم یا مطالعات فرهنگ عامیانه (به انگلیسی: Folklore studies, Folkloristics) رشته‌ای علمی برای مطالعه فولکلور و فرهنگ مردم است.
مطالعات فرهنگی، همچنین به عنوان توده‌شناسی، و گاه‍گاهی مطالعات سنتی یا مطالعات زندگی در بریتانیا، شناخته شده است، این رشته تحصیلی شاخه رسمی و علمی است که به مطالعه فولکلور اختصاص دارد. این اصطلاح همراه در دهه ۱۹۵۰ ارزشی را به دست آورد تا تمایز آکادمیک فرهنگ سنتی از خود مصنوعات فولکلور را به خود اختصاص دهد. این علم مترادف است با Volkskunde (آلمانی)، folkermimne (نروژی)، و folkminnen (سوئدی) و تحقیقات نظرات و پژوهش‌های افرادی مانند ولادیمیر پراپ در این علم تاثیرگذار بوده است.